# Данилки (Гродненская область)
Дани́лки (бел. Данілкi) — деревня в Берестовицком районе Гродненской области Белоруссии.
Входит в состав Берестовицкого сельсовета.
Расположена в восточной части района. Расстояние до районного центра Большая Берестовица по автодороге — 9 км и до железнодорожной станции Берестовица — 17 км (линия Мосты — Берестовица). Ближайшие населённые пункты — Долбенки, Каленики, Пархимовцы. Площадь занимаемой территории составляет 0,1905 км², протяжённость границ 2153 м.

## История
Впервые упоминаются в XVI веке. В 1567 году именовались как Данильчичи, имение в Гродненском повете Великого княжества Литовского, принадлежащее князьям Мосальским. После заключения Люблинской унии, с 1569 года в составе Речи Посполитой. За подавлением восстания Костюшко 1794 года последовал Третий раздел Речи Посполитой, в результате которого территория Великого княжества Литовского отошла к Российской империи и деревня была включена в состав новообразованной Мало-Берестовицкой волости Гродненского уезда Слонимского наместничества. Затем с 1796 года в Литовской, а с 1801 года в Гродненской, губерниях. Данилки отмечены на карте Шуберта (середина XIX века). В 1890 году имели 219 десятин земли. По описи 1897 года значились 26 дворов с 153 жителями. В 1905 году 118 жителей. На 1914 год — 195. С августа 1915 по 1 января 1919 года входили в зону оккупации кайзеровской Германии. Затем, после похода Красной армии, в составе ССРБ. В феврале 1919 года в ходе советско-польской войны заняты польскими войсками, а с 1920 по 1921 год войсками Красной Армии.
После подписания Рижского договора, в 1921 году Западная Белоруссия отошла к Польской Республике и Данилки были включены в состав новообразованной сельской гмины Мала-Бжостовица Гродненского повета Белостокского воеводства. В 1924 году насчитывали 24 дыма (двора) и 143 души (73 мужчины и 70 женщин). Из них 4 католика и 139 православных; 131 поляк и 12 белорусов.
В 1939 году, согласно секретному протоколу, заключённому между СССР и Германией, Западная Белоруссия оказалась в сфере интересов советского государства и её территорию заняли войска Красной армии. В 1940 году деревня стала центром новообразованного Данилковского сельсовета Крынковского района Белостокской области БССР, насчитывавшего 2835 человек в 17 населённых пунктах. С июня 1941 по июль 1944 года оккупирована немецкими войсками. Деревня потеряла 5 жителей, погибших на фронте и в партизанской борьбе. С 20 сентября 1944 года в Берестовицком районе. В 1959 году насчитывала 178 жителей. С 25 января 1962 года по 30 июля 1966 входила в состав Свислочского района. В 1970 году насчитывала 167 жителей. С 12 ноября 1973 года Данилковский сельсовет переименовали в Пархимовский и центр перенесли в деревню Пархимовцы. На 1998 год насчитывала 41 двор, 78 жителей и магазин. До 21 июня 2003 года в составе колхоза «имени М. Горького» (бел. iмя М. Горкага). 18 октября 2013 года переведена в состав Берестовицкого сельсовета.

## Население
| 1897 | 1905 | 1914 | 1924 | 1959 | 1970 | 1998 | 1999 | 2009 | 2015 |
| ---- | ---- | ---- | ---- | ---- | ---- | ---- | ---- | ---- | ---- |
| 153  | 118  | 195  | 143  | 178  | 167  | 78   | 72   | 44   | 34   |

## Транспорт
Через деревню проходит автодорога местного значения Н6225 Старинцы—Жукевичи—Большие Эйсмонты.